# GOES 12
O GOES 12 (chamado GOES-M antes de atingir a órbita) é um satélite norte americano de pesquisas atmosféricas. Era operado pela NOAAe pela NASA, como parte do programa GOES. Lançado em 2001 e em 2010, entrou em "órbita de espera". Operou como "GOES-EAST" fornecendo cobertura da costa leste dos Estados Unidos.

## Projeto

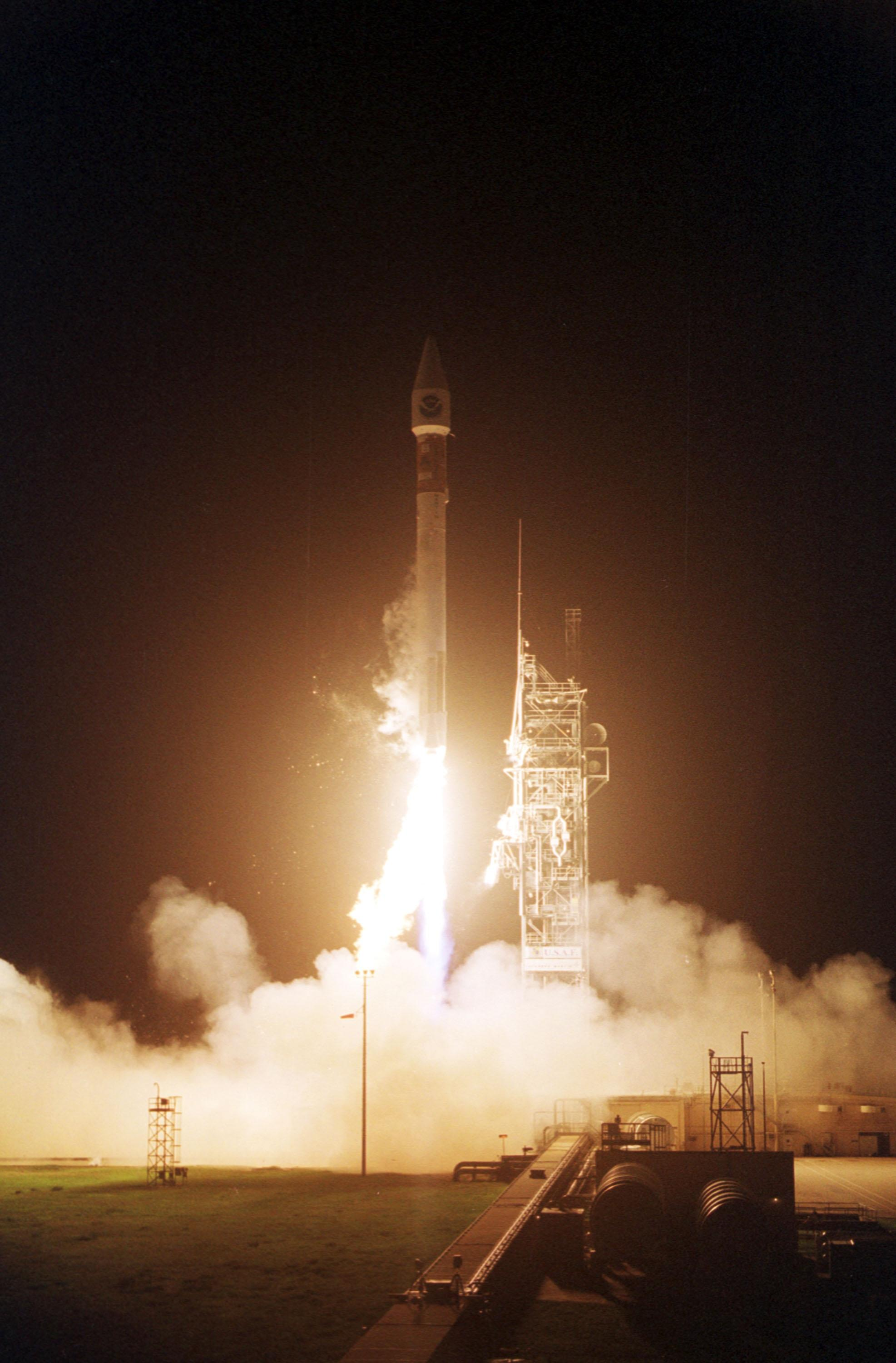
O satélite GOES-M sendo lançado por um foguete Atlas IIA.

O GOES 12 foi construído pela Space Systems/Loral, baseado na plataforma de satélite LS-1300 sendo o sexto e último da série a usá-la. Ele foi lançado por um foguete Atlas IIA a partir da Estação da Força Aérea de Cabo Canaveral, na Flórida em 23 de Agosto de 2001 as 07:23 GMT, depois de alguns adiamentos. No lançamento, a sua massa era de 2.279 kg, com uma vida útil estimada de cinco anos apesar de levar combustível para mais.

## Missão
Ao ser levado à órbita da Terra, foi posicionado na longitude 90° Oeste para testes em órbita. Lá permaneceu em "estado de espera", como um satélite backup até 2003, quando foi chamado para substituir o GOES 8 que apesar de funcional, iria ficar sem combustível ao final do ano. Apesar de pela ordem natural o GOES 11 fosse o próximo satélite "em espera" a ser usado, o GOES 12 acabou sendo usado antes do previsto para testar o Solar X-ray Imager, que acabou falhando em Abril de 2006.

## Saída de serviço
Desde dezembro de 2007, o GOES 12 tem experimentado problemas de vazamento nos propulsores. Durante esse período, o GOES 10 que já havia sido retirado de serviço, precisou ser reativado por um breve período para cobrir a área da América do Sul.
Em dezembro de 2008, problemas semelhantes obrigaram o uso do satélite GOES 13 para cobrir as falhas. Algumas semanas depois, em 5 de Janeiro de 2009, o GOES 12 voltou a sua operação normal e o GOES 13 pode voltar ao "modo de espera".
Desde então, vários outros problemas de vazamento ocorreram, sem no entanto impactar as operações. Durante um vazamento em maio de 2009, o GOES 13 foi ativado novamente, no entanto ele não chegou a assumir a missão. Devido a todos esses problemas, o GOES 12 foi substituído pelo GOES 13 na operação "GOES-EAST". O GOES 12 continua operacional, mas em estado de espera.